# Josh Hopkins

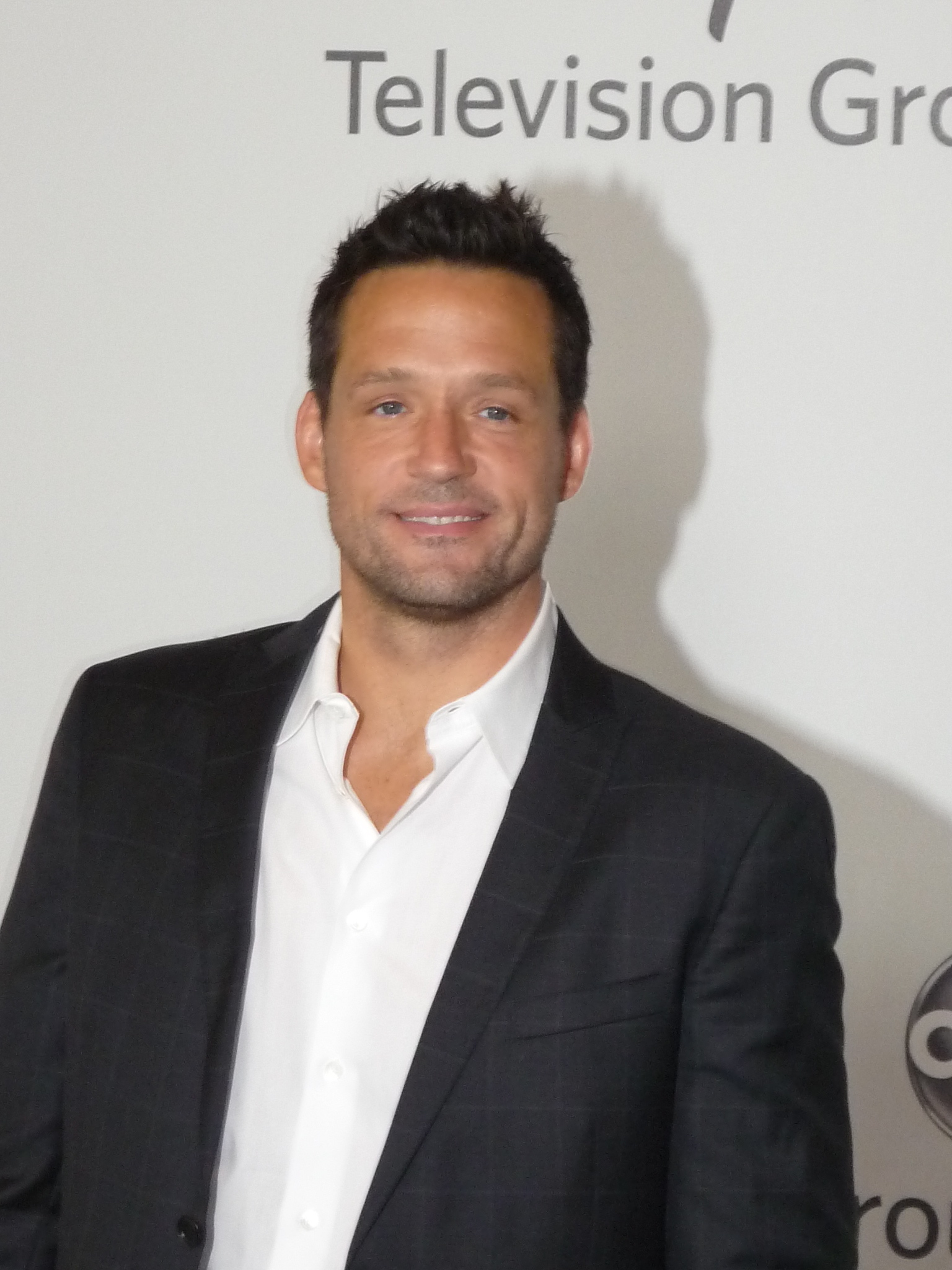
Josh Hopkins (2010)

Josh Hopkins (* 12. September 1970 in Lexington, Kentucky) ist ein US-amerikanischer Filmschauspieler. Er wirkte in den Serie Ally McBeal, Private Practice und Cougar Town mit.

## Leben
Hopkins ist der Sohn des ehemaligen Kongressabgeordneten von Kentucky, Larry Hopkins, und seiner Frau Carolyn Hopkins. Seinen ersten Auftritt hatte Josh Hopkins 1996 im Film Parallel Sons. 1998 erhielt er in der vierten Staffel von New York Undercover seine erste große Rolle.
1999 folgte ein Auftritt im Musikvideo zum Lied Unsent von Alanis Morissette. Es folgten Auftritte in Pirates of Silicon Valley (1999), Der Sturm (2000), Ally McBeal (2001/02) und Pepper Dennis (2006). Später arbeitete er mit seiner ehemaligen Kollegin, dem Ally-McBeal-Co-Star Calista Flockhart, als wiederkehrender Charakter in der Serie Brothers & Sisters zusammen.
2009 bekam er die Rolle des Dr. Noah Barnes in der zweiten Staffel der ABC-Serie Private Practice, die er jedoch aufgab, um die Rolle des Grayson Ellis in der Serie Cougar Town zu übernehmen. Ab 2015 spielte er in der Serie Quantico und 2019 in Whiskey Cavalier mit.

## Persönliches
Hopkins ist leidenschaftlicher Amateurmusiker. Sein erstes Musikvideo „Feigning Interest“ (Regie: John Killoran & Matt O’Neil) wurde 2006 veröffentlicht. Nach der Veröffentlichung des Videos auf MySpace im Jahre 2007 wurde von den Zuschauern stark diskutiert, ob das Lied frauenfeindlich oder aber satirisch (was Hopkins als Absicht angab) sei. Die Popularität des Videos führte zu einem Auftritt auf dem Lollapalooza in Chicago 2007, der von Kritikern gelobt wurde. Hopkins ist Fan der Sportmannschaften der Universität von Kentucky und absolvierte mehrere Auftritte im „Kentucky Sports Radio“.

## Filmografie (Auswahl)
- 1995: Parallel Sons
- 1996: Law & Order (Fernsehserie, Folge 6x18 Ein fataler Fehler)
- 1997: Die Akte Jane (G.I. Jane)
- 1998–2023: New York Undercover (Fernsehserie, 15 Folgen)
- 1999: Die Silicon Valley Story (Pirates of Silicon Valley, Fernsehfilm)
- 1999–2001: Jack & Jill (Fernsehserie, 9 Folgen)
- 2000: Love & Sex
- 2000: Der Sturm (The Perfect Storm)
- 2001: Kate Brasher (Fernsehserie, 2 Folgen)
- 2001: Fling (When I Grow Up, Fernsehserie, 2 Folgen)
- 2001–2002: Ally McBeal (Fernsehserie, 19 Folgen)
- 2003: Without a Trace – Spurlos verschwunden (Without a Trace, Fernsehserie, 2 Folgen)
- 2003: Law & Order: Special Victims Unit (Fernsehserie, Folge 5x04 Abschied)
- 2003–2004: Cold Case – Kein Opfer ist je vergessen (Cold Case, Fernsehserie, 9 Folgen)
- 2004: North Shore (Fernsehserie, 4 Folgen)
- 2005: Bones – Die Knochenjägerin (Bones, Fernsehserie, Folge 1x08 Das Mädchen im Kühlschrank)
- 2006: Der Hades-Faktor (Covert One: The Hades Factor, Miniserie, 2 Folgen)
- 2006: Pepper Dennis (Fernsehserie, 13 Folgen)
- 2006: Vanished (Fernsehserie, 8 Folgen)
- 2006: Brothers & Sisters (Fernsehserie, 9 Folgen)
- 2007: Ghost Whisperer – Stimmen aus dem Jenseits (Ghost Whisperer, Fernsehserie, Folge 3x04 Kranke Liebe)
- 2008: Swingtown (Fernsehserie, 13 Folgen)
- 2009: Pushing Daisies (Fernsehserie, Folge 2x13 Platsch)
- 2009: CSI: Miami (Fernsehserie, 2 Folgen)
- 2009: Private Practice (Fernsehserie, 5 Folgen)
- 2009: Zwölf Männer für ein Jahr (12 Men of Christmas, Fernsehfilm)
- 2009–2015: Cougar Town (Fernsehserie, 102 Folgen)
- 2011: Castle (Fernsehserie, Folge 4x06 Dämonen)
- 2012: Hot in Cleveland (Fernsehserie, Folge 3x09)
- 2012: In Plain Sight – In der Schusslinie (In Plain Sight, Fernsehserie, 2 Folgen)
- 2012: Men at Work (Fernsehserie, Folge 1x05)
- 2013: The Client List (Fernsehserie, Folge 2x07)
- 2014: Undateable (Fernsehserie, Folge 1x08 Der Julius-Effekt)
- 2014: Get on Up
- 2014: Zauber einer Weihnachtsnacht (Northpole, Fernsehfilm)
- 2015–2016: Quantico (Fernsehserie, 22 Folgen)
- 2017: No Way Out – Gegen die Flammen (Only the Brave)
- 2018: Mail Order Monster – Mein neuer Bester Freund (Mail Order Monster)
- 2019: True Detective (Fernsehserie, 4 Folgen)
- 2019: Im Netz der Gewalt (Crown Vic)
- 2019: Whiskey Cavalier (Fernsehserie, 13 Folgen)
- 2022: Walker (Fernsehserie, 2 Folgen)
- 2023: The Rookie (Fernsehserie, Folge 5x18 Double Trouble)
- 2024: Rust